# Alle for tre
Alle for tre  er en dansk komediefilm fra 2017 instrueret af Rasmus Heide efter manuskript af Rasmus Heide og Jacob Tingleff.

## Medvirkende
- Mick Øgendahl som Ralf
- Rasmus Bjerg som Timo
- Jonatan Spang som Nikolai
- Sonja Richter som Kim
- Kurt Ravn som Arno
- Zlatko Buric som Signore Pelliccia
- Rikke Louise Andersson som Lonnie
- Kirsten Lehfeldt som Sagsbehandler
- Bodil Lassen som Dame på messe
- Drasko Zidar som Lastbilchauffør